# 印第安座μ
印第安座μ，又名CP-55 9509，HD 200365、SAO 246854、HR 8055，是印第安座的一颗恒星，视星等为5.16，位于銀經342.58，銀緯-40.96，其B1900.0坐标为赤經20h 57m 53s，赤緯-55° -40.96′ 21″。